# Ultimatum!
Ultimatum! je ime desničarskog časopisa za politiku i kulturu što ga je Mladen Schwartz sa skupinom istomišljenika utemeljio koncem 2000. godine. Podnaslov mu je bio "Desničarske novine". Isprva je izlazio kao mjesečnik, a potom rjeđe, prema financijskim mogućnostima. Nakon broja 16-17, od broja za svibanj/lipanj 2002. godine, "Ultimatum!" prelazi iz Zagreba u Chicago. Zadnji tiskani broj (23.) objavljen je za svibanj/lipanj 2005. Na međumrežju je od konca 2001. godine objavljeno osam brojeva Ultimatum!-a, koji se ne poklapaju posve s tiskanim izdanjima. Od 2011. godine na međumrežju se pojavljuje portal Novi Ultimatum! - Glasilo za Novi Eon, proširena i multimedijalna verzija - nasljednica prijašnjega općila.

## Orijentacija
Ultimatum! je, kroz brojne priloge i rubrike, dosljedno zastupao stajalište radikalne i ekstremne desnice, koncepta tzv. "Nove Europe" nasuprot Europske unije, hrvatskoga državotvornog nacionalizma, nacionalne revolucije i nacionalne diktature. Sadržajno, napisi su bili u čitavom spektru od filozofijskih eseja i rasprava, preko političkih programa, raščlamba, vijesti i komentara, pa sve do satirično-književnih priloga. Uvodnike i najveći broj tekstova, neke pod pseudonimima, sastavio je glavni i odgovorni urednik Mladen Schwartz, a česti su suradnici bili, uz ostale, prof. dr. Nedjeljko Kujundžić, Srećko Korpar, prof. Žarko Marić, Ana Lučić, bojnik Ras, ing. Anton Žanko, Trpimir Gudar, Dragan Hazler, dr. Ivan Pandžić te dr. Stanko Bilić.

## Urednici
- Mladen Schwartz (2000. – 2017.)

## Vanjske poveznice
- Službene stranice  Arhivirana inačica izvorne stranice od 18. rujna 2017. (Wayback Machine)